# Norwegia na Zimowych Igrzyskach Olimpijskich 1936
Norwegię na Zimowych Igrzyskach Olimpijskich 1936 reprezentowało 31 zawodników: 25 mężczyzn i sześć kobiet. Był to czwarty start reprezentacji Norwegii na zimowych igrzyskach olimpijskich. Reprezentacja Norwegii zajęła 1. miejsce w klasyfikacji medalowej.

## Zdobyte medale
| Medal  | Zawodnik                                                         | Dyscyplina            | Konkurencja                 | Rezultat     |
| ------ | ---------------------------------------------------------------- | --------------------- | --------------------------- | ------------ |
| Złoto  | Oddbjørn Hagen                                                   | Kombinacja norweska   | indywidualnie               | 430,3 pkt    |
| Złoto  | Sonja Henie                                                      | Łyżwiarstwo figurowe  | solistki                    | 424,485 pkt  |
| Złoto  | Ivar Ballangrud                                                  | Łyżwiarstwo szybkie   | wyścig na 500 m mężczyzn    | 43,4 s       |
| Złoto  | Charles Mathiesen                                                | Łyżwiarstwo szybkie   | wyścig na 1500 m mężczyzn   | 2:19,2 min   |
| Złoto  | Ivar Ballangrud                                                  | Łyżwiarstwo szybkie   | wyścig na 5000 m mężczyzn   | 8:19,60 min  |
| Złoto  | Ivar Ballangrud                                                  | Łyżwiarstwo szybkie   | wyścig na 10 000 m mężczyzn | 17:24,30 min |
| Złoto  | Birger Ruud                                                      | Skoki narciarskie     | skocznia K-80 indywidualnie | 232,0 pkt    |
| Srebro | Oddbjørn Hagen                                                   | Biegi narciarskie     | bieg na 18 km mężczyzn      | 1:15:33,0 h  |
| Srebro | Oddbjørn Hagen, Olaf Hoffsbakken, Sverre Brodahl, Bjarne Iversen | Biegi narciarskie     | sztafeta 4 × 10 km mężczyzn | 2:41:39,0 h  |
| Srebro | Olaf Hoffsbakken                                                 | Kombinacja norweska   | indywidualnie               | 419,8 pkt    |
| Srebro | Georg Krog                                                       | Łyżwiarstwo szybkie   | wyścig na 500 m mężczyzn    | 43,5 s       |
| Srebro | Ivar Ballangrud                                                  | Łyżwiarstwo szybkie   | wyścig na 1500 m mężczyzn   | 2:20,2 min   |
| Brąz   | Sverre Brodahl                                                   | Kombinacja norweska   | indywidualnie               | 408,1 pkt    |
| Brąz   | Laila Schou Nilsen                                               | Narciarstwo alpejskie | kombinacja kobiet           | 93,48 pkt    |
| Brąz   | Reidar Andersen                                                  | Skoki narciarskie     | skocznia K-80 indywidualnie | 228,9 pkt    |

## Skład kadry

### Biegi narciarskie
Mężczyźni
| Konkurencja        | Zawodnik                                                      | czas               | Pozycja            |
| ------------------ | ------------------------------------------------------------- | ------------------ | ------------------ |
| Bieg na 18 km      | Oddbjørn Hagen                                                | 1:15:33,0          | srebro             |
| Bieg na 18 km      | Olaf Hoffsbakken                                              | 1:17:02,0          | 5.                 |
| Bieg na 18 km      | Arne Rustadstuen                                              | 1:18:13,0          | 6.                 |
| Bieg na 18 km      | Bjarne Iversen                                                | 1:18:56,0          | 9.                 |
| Bieg na 50 km      | Arne Tuft                                                     | 3:41:18,0          | 6.                 |
| Bieg na 50 km      | Trygve Brodahl                                                | 3:50:14,0          | 11.                |
| Bieg na 50 km      | Kåre Hatten                                                   | 3:50:37,0          | 12.                |
| Bieg na 50 km      | Per Samuelshaug                                               | Nie ukończył biegu | Nie ukończył biegu |
| Sztafeta 4 × 10 km | Oddbjørn Hagen Olaf Hoffsbakken Sverre Brodahl Bjarne Iversen | 2:41:39,0          | srebro             |

### Kombinacja norweska
Mężczyźni
| Zawodnik         | Konkurencja   | Skoki narciarskie | Skoki narciarskie | Skoki narciarskie | Skoki narciarskie | Bieg narciarski | Bieg narciarski | Bieg narciarski | Łącznie | Pozycja |
| Zawodnik         | Konkurencja   | Skok 1            | Skok 2            | Punkty            | Pozycja           | Czas biegu      | Pozycja         | Punkty          | Łącznie | Pozycja |
| ---------------- | ------------- | ----------------- | ----------------- | ----------------- | ----------------- | --------------- | --------------- | --------------- | ------- | ------- |
| Oddbjørn Hagen   | Indywidualnie | 42,0              | 46,0              | 190,3             | 16.               | 1:15:33         | 1.              | 240,0           | 430,3   | złoto   |
| Olaf Hoffsbakken | Indywidualnie | 47,0              | 45,5              | 192,0             | 13.               | 1:17:37,0       | 2.              | 227,8           | 419,8   | srebro  |
| Sverre Brodahl   | Indywidualnie | 40,0              | 47,0              | 182,6             | 28.               | 1:18:01,0       | 3.              | 225,5           | 408,10  | brąz    |
| Bernt Østerkløft | Indywidualnie | 44,0              | 48,0              | 188,7             | 21.               | 1:21:37,0       | 205,1           | 6.              | 393,8   | 6.      |

### Łyżwiarstwo figurowe
| Zawodnik                         | Konkurencja   | Nota                      | Pozycja                   |
| -------------------------------- | ------------- | ------------------------- | ------------------------- |
| Sonja Henie                      | Solistki      | 424,5                     | złoto                     |
| Nanna Egedius                    | Solistki      | Nie ukończyła konkurencji | Nie ukończyła konkurencji |
| Randi Bakke Christen Christensen | Pary sportowe | 132,5                     | 15.                       |

### Łyżwiarstwo szybkie
Mężczyźni
| Zawodnik          | Konkurencja        | Konkurencja        | Konkurencja    | Konkurencja    | Konkurencja    | Konkurencja    | Konkurencja      | Konkurencja      |
| Zawodnik          | Bieg na 500 m      | Bieg na 500 m      | Bieg na 1500 m | Bieg na 1500 m | Bieg na 5000 m | Bieg na 5000 m | Bieg na 10 000 m | Bieg na 10 000 m |
| Zawodnik          | Czas               | Miejsce            | Czas           | Miejsce        | Czas           | Miejsce        | Czas             | Miejsce          |
| ----------------- | ------------------ | ------------------ | -------------- | -------------- | -------------- | -------------- | ---------------- | ---------------- |
| Ivar Ballangrud   | 43,4               | złoto              | 2:20,20        | srebro         | 8:19,60        | złoto          | 17:24,30         | złoto            |
| Georg Krog        | 43,5               | srebro             |                |                |                |                |                  |                  |
| Harry Haraldsen   | 54,9               | 34.                | 2:22,40        | 7.             |                |                |                  |                  |
| Hans Engnestangen | Nie ukończył biegu | Nie ukończył biegu | 2:23,0         | 8.             |                |                |                  |                  |
| Charles Mathiesen |                    |                    | 2:19,20        | złoto          | 8:36,90        | 7.             | 17:41,20         | 4.               |
| Michael Staksrud  |                    |                    |                |                | 8:35,50        | 9.             | 17:56,7          | 10.              |
| Edvard Wangberg   |                    |                    |                |                | 8:54,70        | 20.            | 18:15,8          | 18.              |

### Narciarstwo alpejskie
Mężczyźni
| Zawodnik      | Konkurencja         | Zjazd  | Zjazd   | Slalom                | Slalom                | Slalom                | Łącznie                  | Łącznie                  |
| Zawodnik      | Konkurencja         | Czas   | Pozycja | Czas 1-go przejazdu   | Czas 2-go przejazdu   | Pozycja               | Punkty                   | Pozycja                  |
| ------------- | ------------------- | ------ | ------- | --------------------- | --------------------- | --------------------- | ------------------------ | ------------------------ |
| Birger Ruud   | Kombinacja alpejska | 4:47,4 | 1.      | 1:31,9                | 1:17,1                | 6.                    | 93,38                    | 4.                       |
| Alf Konningen | Kombinacja alpejska | 5:00,4 | 5.      | 1:29,3                | 1:24,3                | 9.                    | 90,06                    | 8.                       |
| Per Fossum    | Kombinacja alpejska | 5:03,2 | 7.      | 1:30,3                | 1:29,7                | 15.                   | 88,12                    | 9.                       |
| Sigmund Ruud  | Kombinacja alpejska | 5:11,6 | 10.     | Nie stanął na starcie | Nie stanął na starcie | Nie stanął na starcie | Nie ukończył konkurencji | Nie ukończył konkurencji |

Kobiety
| Zawodniczka        | Konkurencja         | Zjazd  | Zjazd   | Slalom              | Slalom              | Slalom  | Łącznie | Łącznie |
| Zawodniczka        | Konkurencja         | Czas   | Pozycja | Czas 1-go przejazdu | Czas 2-go przejazdu | Pozycja | Punkty  | Pozycja |
| ------------------ | ------------------- | ------ | ------- | ------------------- | ------------------- | ------- | ------- | ------- |
| Laila Schou Nilsen | Kombinacja alpejska | 5:04,4 | 1.      | 1:26,1              | 1:17,1              | 5.      | 93,48   | brąz    |
| Johanne Dybwad     | Kombinacja alpejska | 5:32,0 | 8.      | 1:26,5              | 1:30,9              | 7.      | 85,90   | 7.      |
| Nora Strømstad     | Kombinacja alpejska | 5:57,4 | 11.     | 1:34,2              | 1:51,1              | 14.     | 77,20   | 11.     |

### Skoki narciarskie
Mężczyźni
| Skoczek            | Skok 1    | Skok 1 | Skok 2    | Skok 2 | Nota  | Pozycja |
| Skoczek            | odległość | Nota   | odległość | Nota   | Nota  | Pozycja |
| ------------------ | --------- | ------ | --------- | ------ | ----- | ------- |
| Birger Ruud        | 75,0      | 114,9  | 74,5      | 117,1  | 232,0 | złoto   |
| Reidar Andersen    | 74,0      | 113,5  | 75,0      | 115,4  | 228,9 | brąz    |
| Kåre Walberg       | 73,5      | 113,7  | 72,0      | 113,3  | 227,0 | 4.      |
| Arnholdt Kongsgård | 74,5      | 111,6  | 66,0      | 106,1  | 217,7 | 8.      |